# Toolse (Fluss)
Der Fluss Toolse (estnisch Toolse jõgi) fließt im Norden Estlands.

## Beschreibung
Der Toolse-Fluss ist 24 Kilometer lang. Sein Einzugsgebiet umfasst 84,7 km².
Der Fluss entspringt etwa sechs Kilometer nördlich von Mõdriku im Kreis Lääne-Viru.
Bei Andja führt eine Anfang des 19. Jahrhunderts erbaute Steinbrücke über den Fluss.
Er mündet zwischen Kunda und Toolse in die nordestnische Bucht von Kunda in die Ostsee.